# Strażnica WOP Owczary
Strażnica WOP Owczary – podstawowy pododdział graniczny Wojsk Ochrony Pogranicza pełniący służbę ochronną na granicy polsko-niemieckiej.

## Formowanie i zmiany organizacyjne
Strażnica została sformowana w 1945 w strukturze 10 komendy odcinka Górzyca jako 48 strażnica WOP (Otscher). Kierownictwo strażnicy stanowili: komendant strażnicy, zastępca komendanta do spraw polityczno-wychowawczych i zastępca do spraw zwiadu. Strażnica składała się z dwóch drużyn strzeleckich, drużyny fizylierów, drużyny łączności i gospodarczej. Etat przewidywał także instruktora do tresury psów służbowych oraz instruktora sanitarnego. 
Rozkazem ND WP nr 077/Org. z 13.02.1947 rozformowano 48 strażnicę Owzcary.

## Dowódcy strażnicy
- ppor. Mieczysław Oksiński (27.10.1945-?)

Wykaz dowódców strażnicy podano za Józef Ostrowski: Lubuska Brygada Wojsk Ochrony Pogranicza 1945-1989. Ludzie - wydarzenia. s. 5.
- ppor.Jerzy Olech
- ppor Mieczysław Oksiński